# Changan Raeton Plus

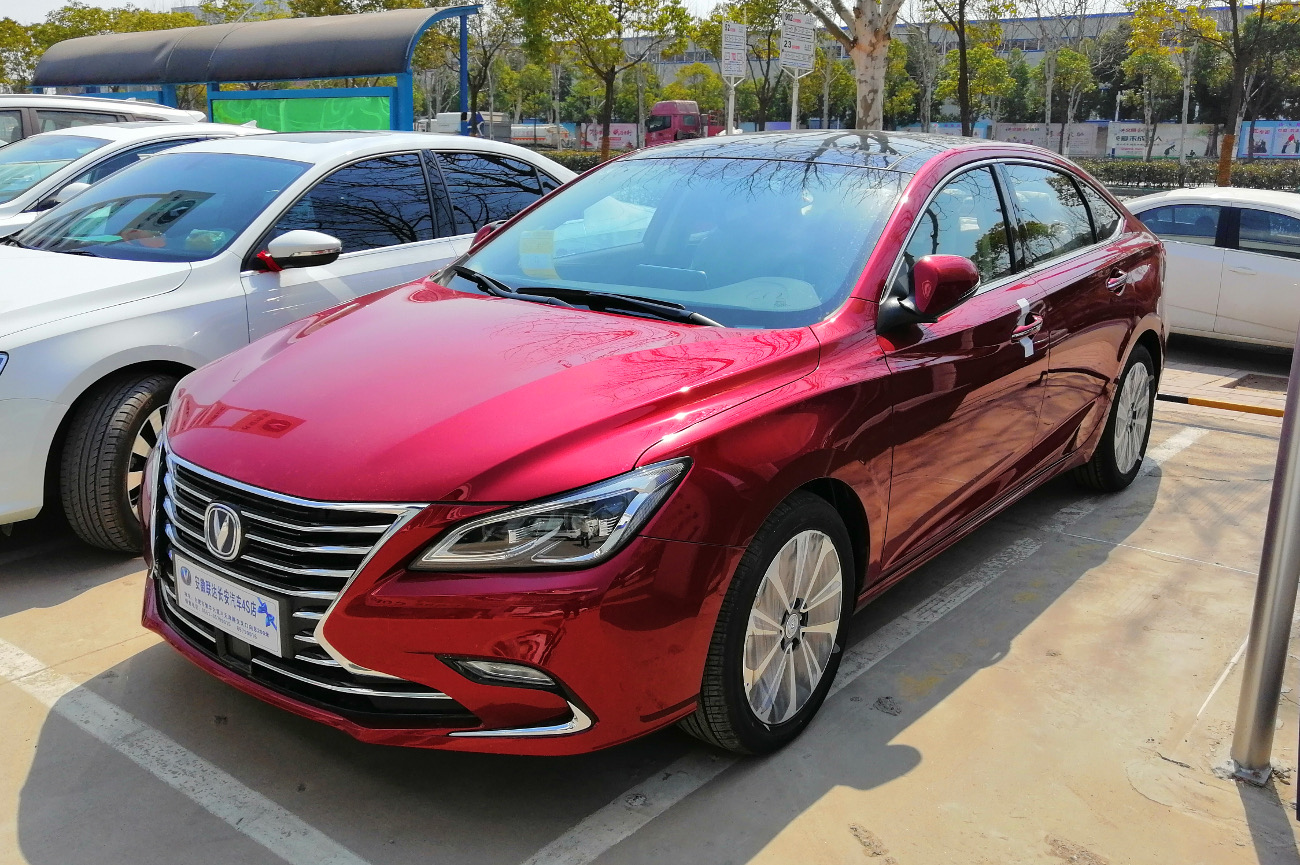
Changan Raeton CC

Changan Raeton Plus (锐程 Plus) — среднеразмерный седан, выпускающийся с 2017 года китайской компанией Changan. До сентября 2022 года назывался Changan Raeton CC (睿骋 CC).

## Первое поколение (2017—2022)
Концепт-кар автомобиля Changan Raeton CC был представлен в 2015 году на Автосалоне в Шанхае. Автомобиль разработан «с нуля» и не является модернизацией Changan Raeton. Цены варьировались от 89900 до 138900 юаней.

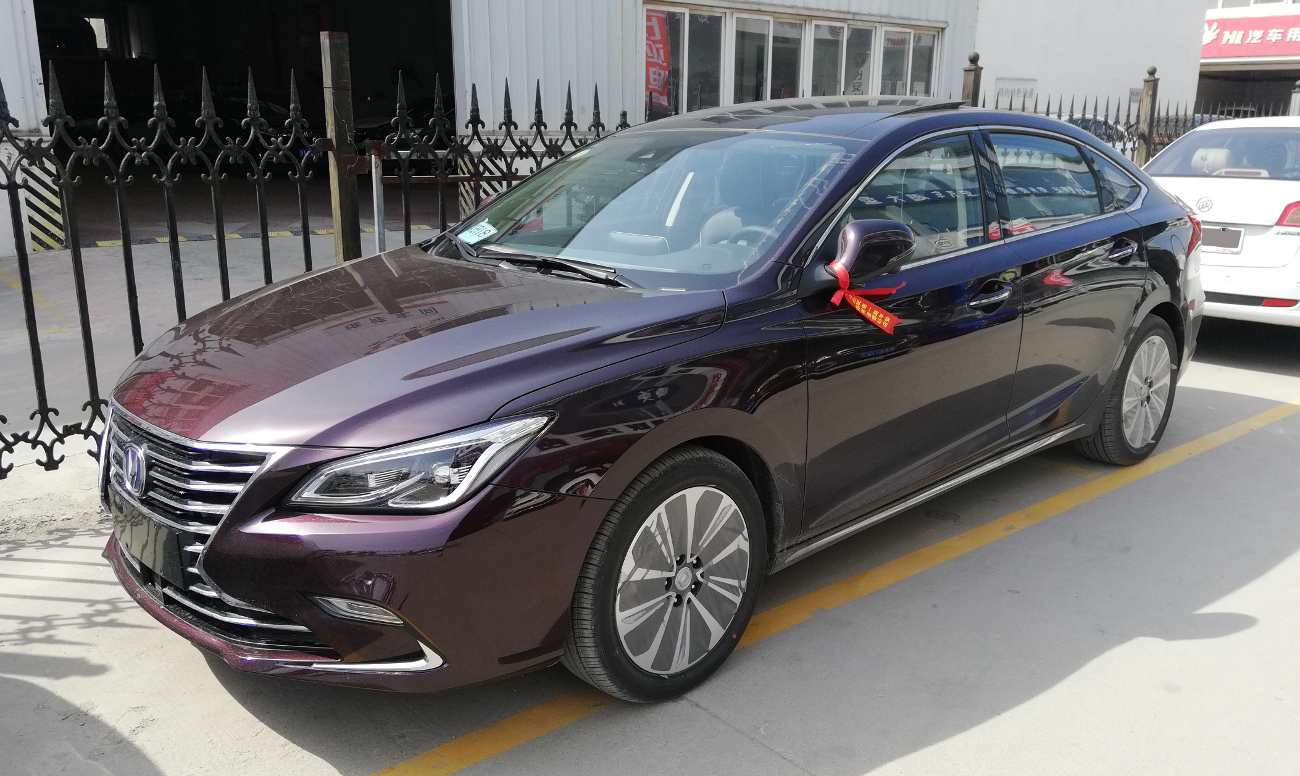
Changan Raeton CC
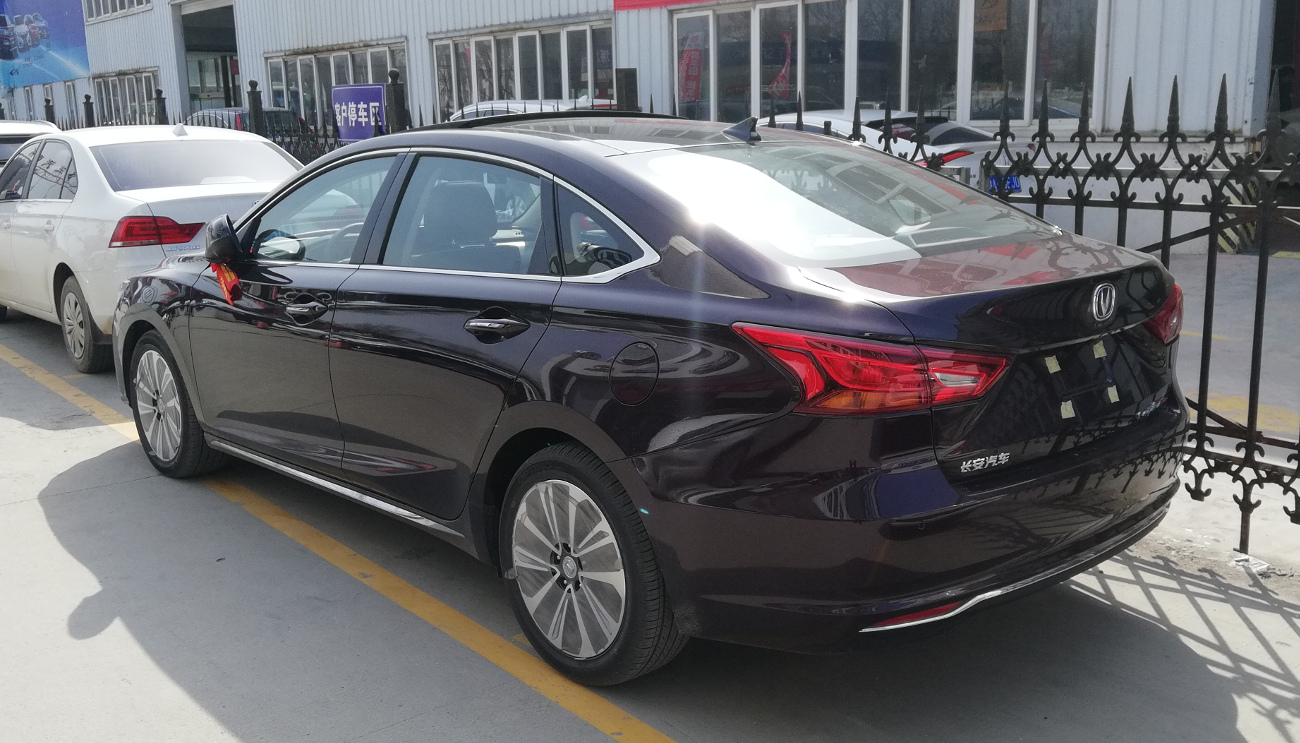
Вид сзади

### Технические характеристики
Автомобиль Changan Raeton CC оснащался 1,5-литровым турбодвигателем мощностью 155 л. с. и крутящим моментом 225 Н⋅м, который сочетался в паре с шестиступенчатой механической или же с шестиступенчатой автоматической трансмиссией. Также на переднюю ось установлена подвеска Макферсон, а на заднюю — многорычажная независимая подвеска.

### Рестайлинг
18 октября 2019 года автомобиль Changan Raeton CC прошёл рестайлинг. На внутреннем рынке продавался как Ruicheng CC (锐程程 CC). Цены варьировались от 94900 до 128900 юаней.

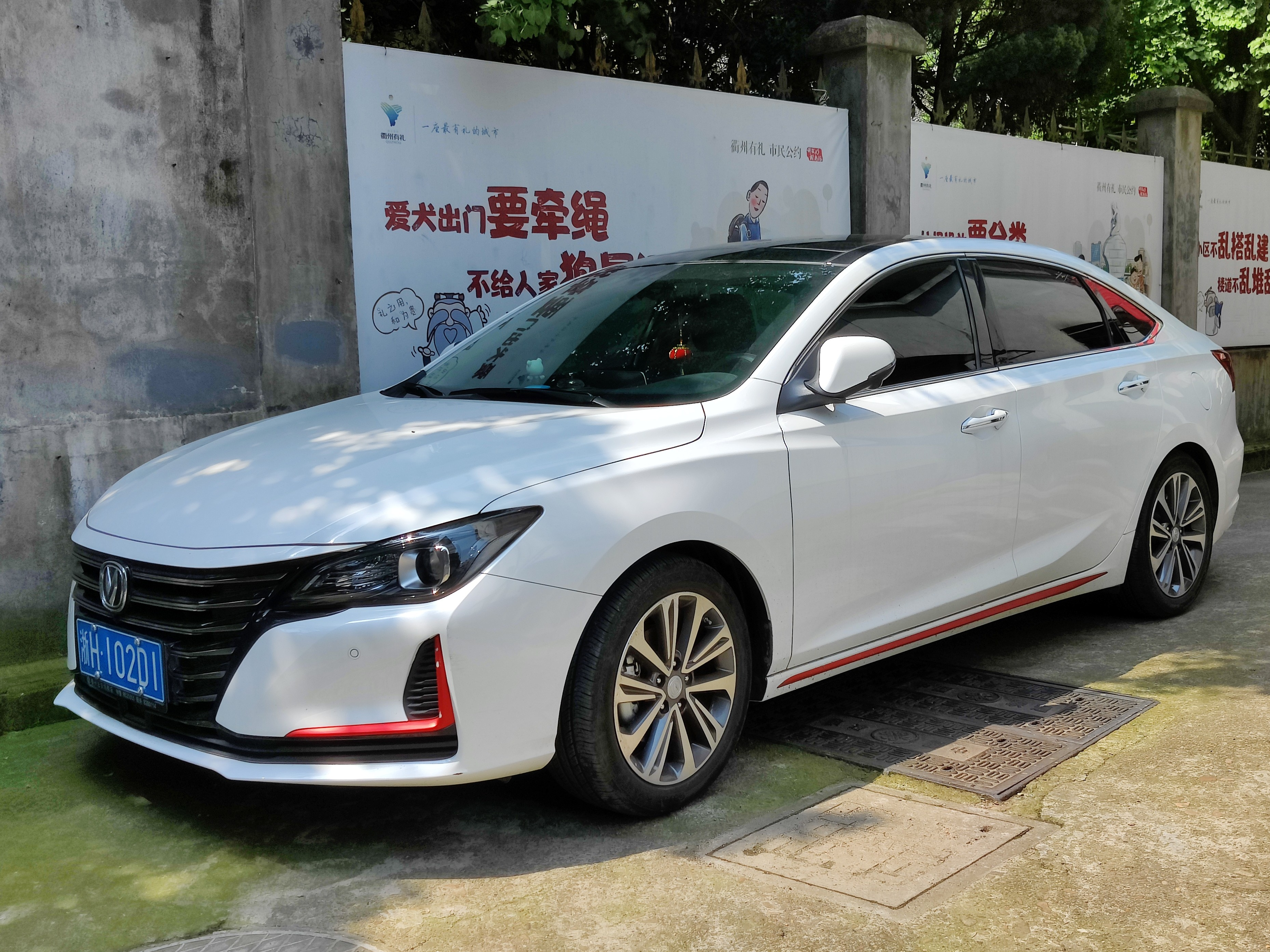
Changan Ruicheng CC
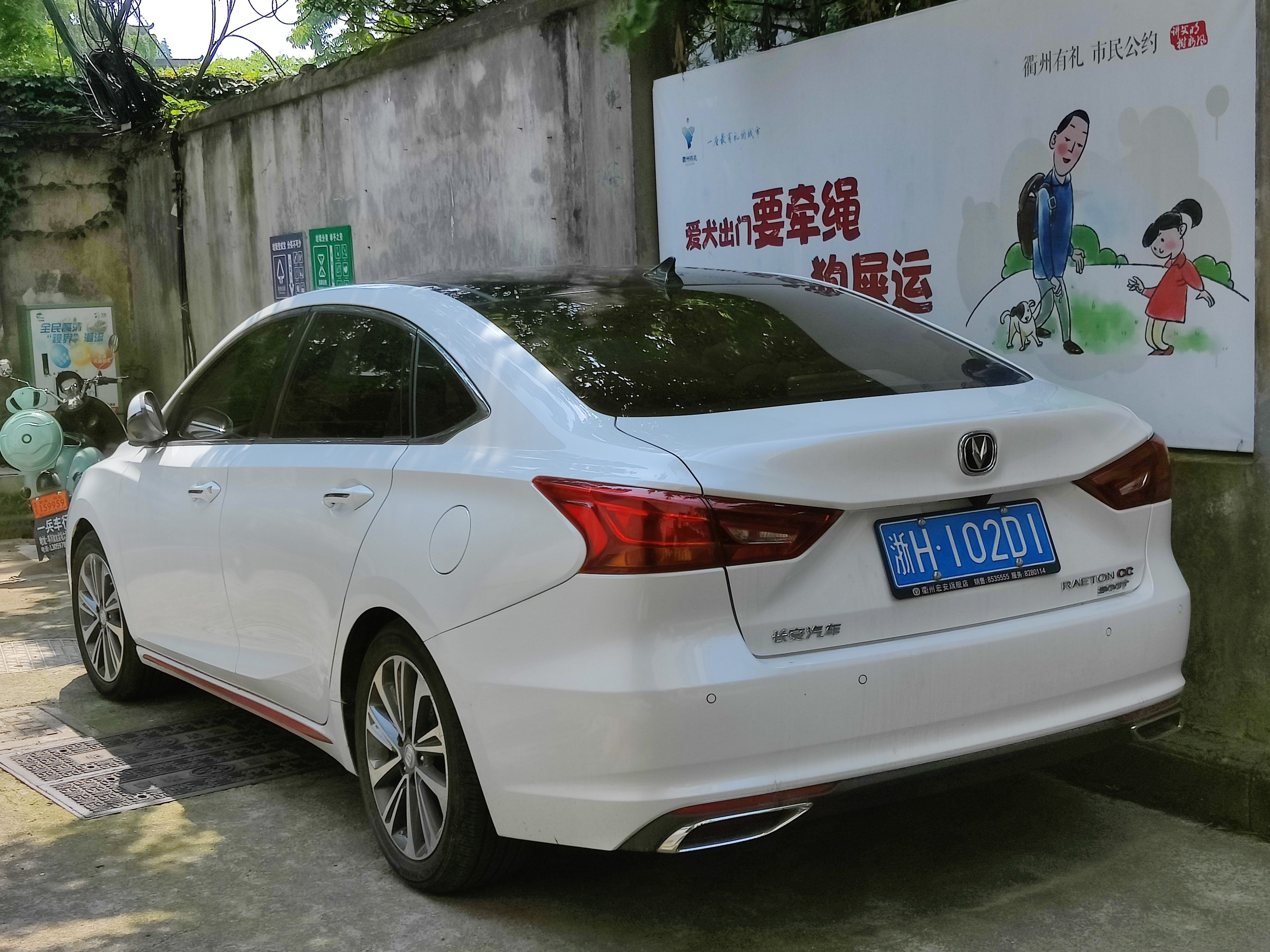
Вид сзади

## Второе поколение (2022 — настоящее время)
Changan Raeton Plus (яп. 锐程程 plus) был представлен на автосалоне в Чэнду в сентябре 2022 года. Продажи начались в 2023 году. В апреле 2023 года автомобиль поступил в Россию наряду с седанами Eado Plus, Lamore и Alsvin, кроссоверами CS75 Plus и UNI-T, пикапом Hunter Plus и электромобилем Avatr 11, однако официально туда не поставляется.

### Технические характеристики
Автомобиль Changan Raeton Plus так же выпускается на платформе P3 и оснащается тем же 1,5-литровым турбодвигателем, но мощностью 188 л. с. и крутящим моментом 300 Н⋅м, который сочетается в паре с семиступенчатой трансмиссией с двойным сцеплением. Расход топлива составляет 6,44 литра на 100 км.

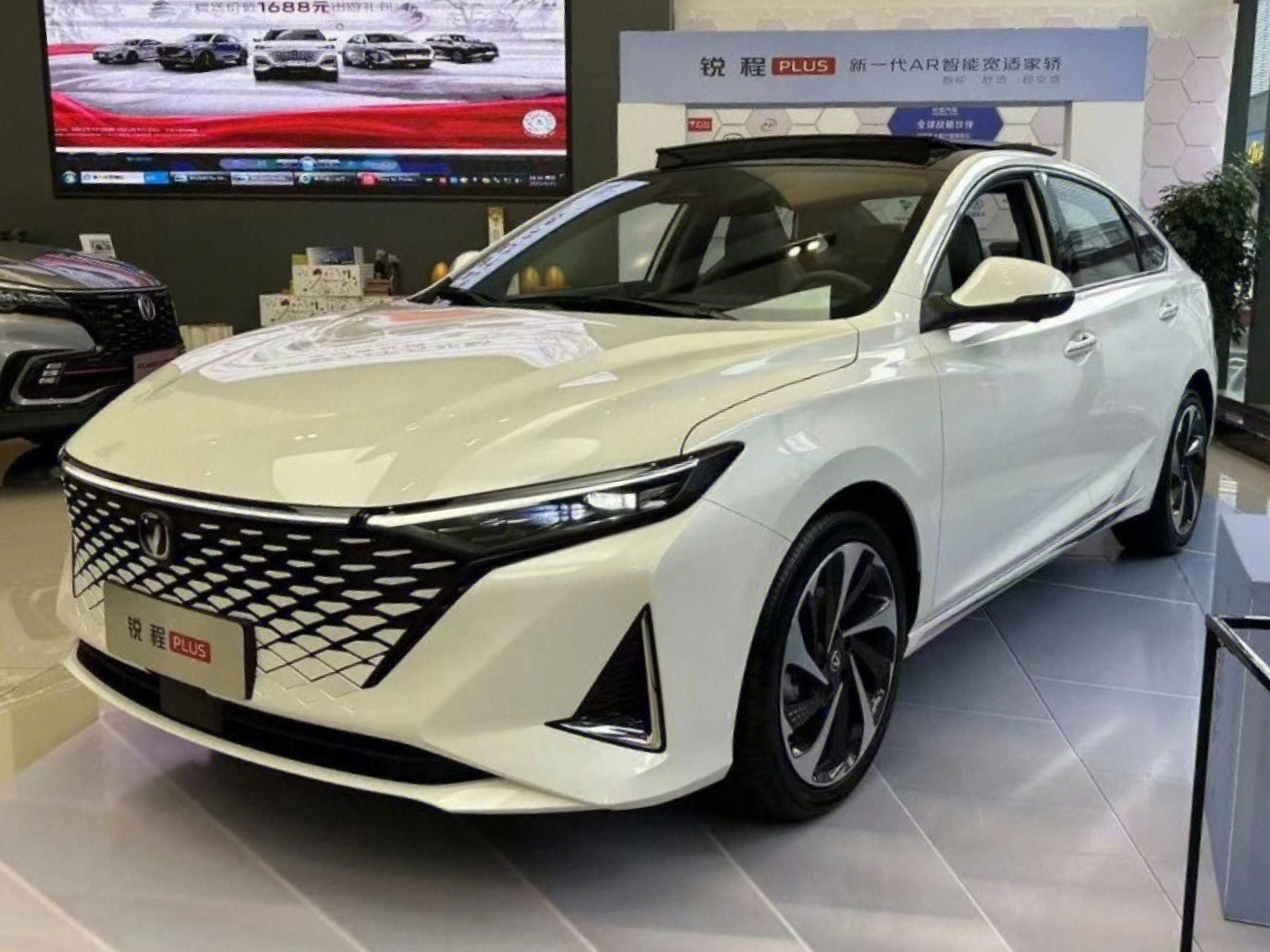
Changan Raeton Plus
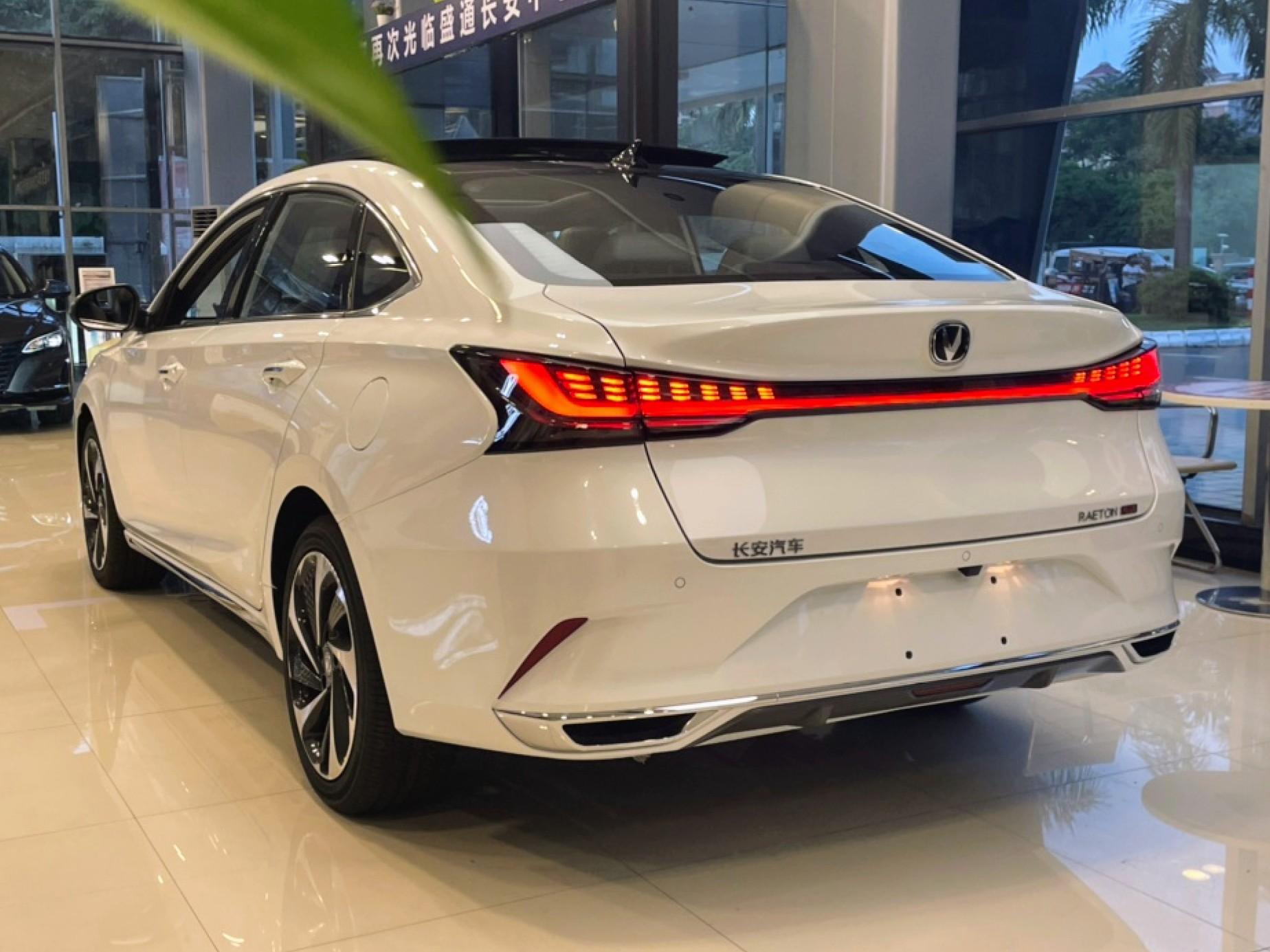
Вид сзади
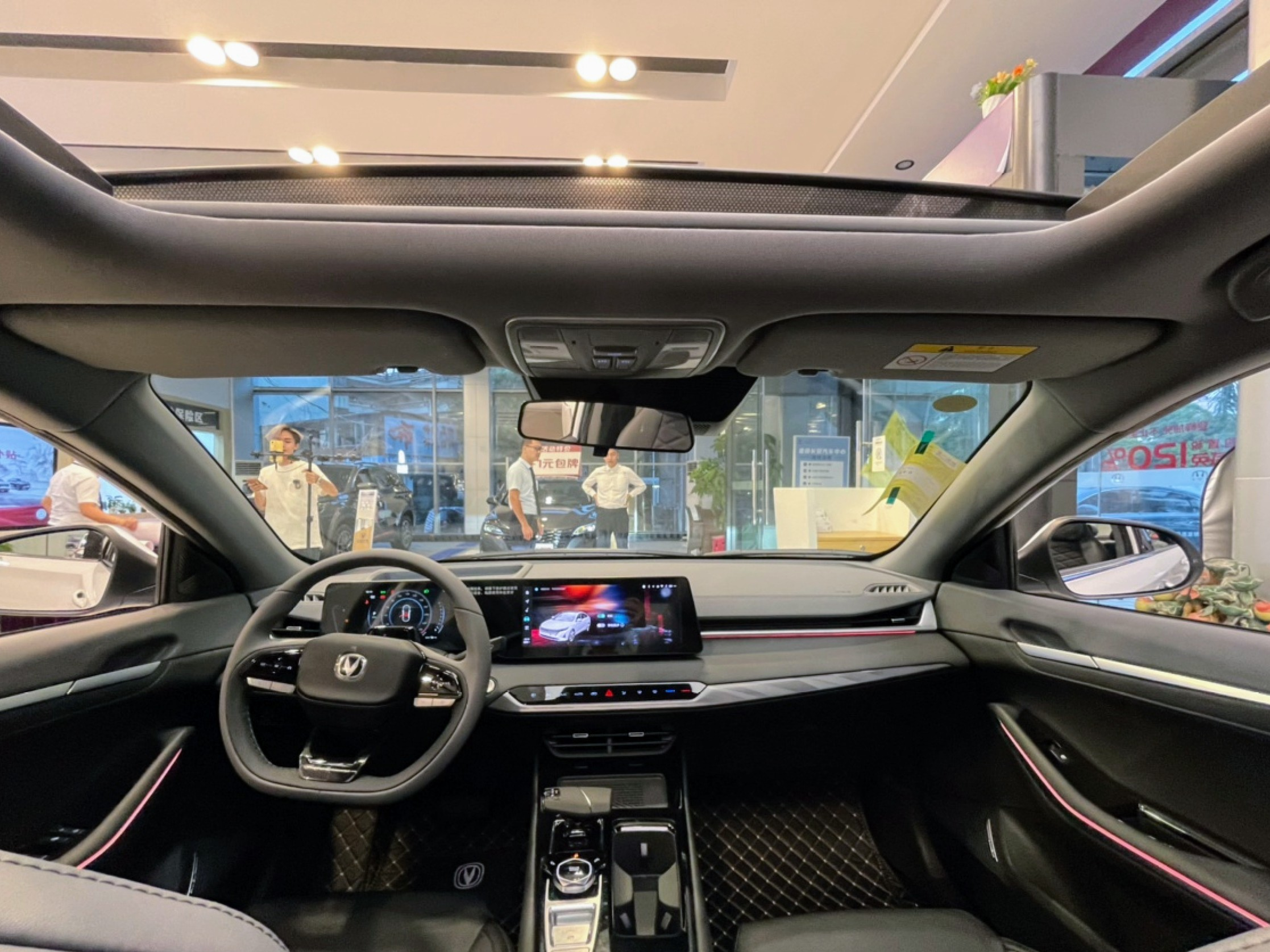
Интерьер

## Volga C40
Volga C40 является ребеджинговой версией для российского рынка, где была презентована 21 мая 2024 года.